# Lokottaraváda

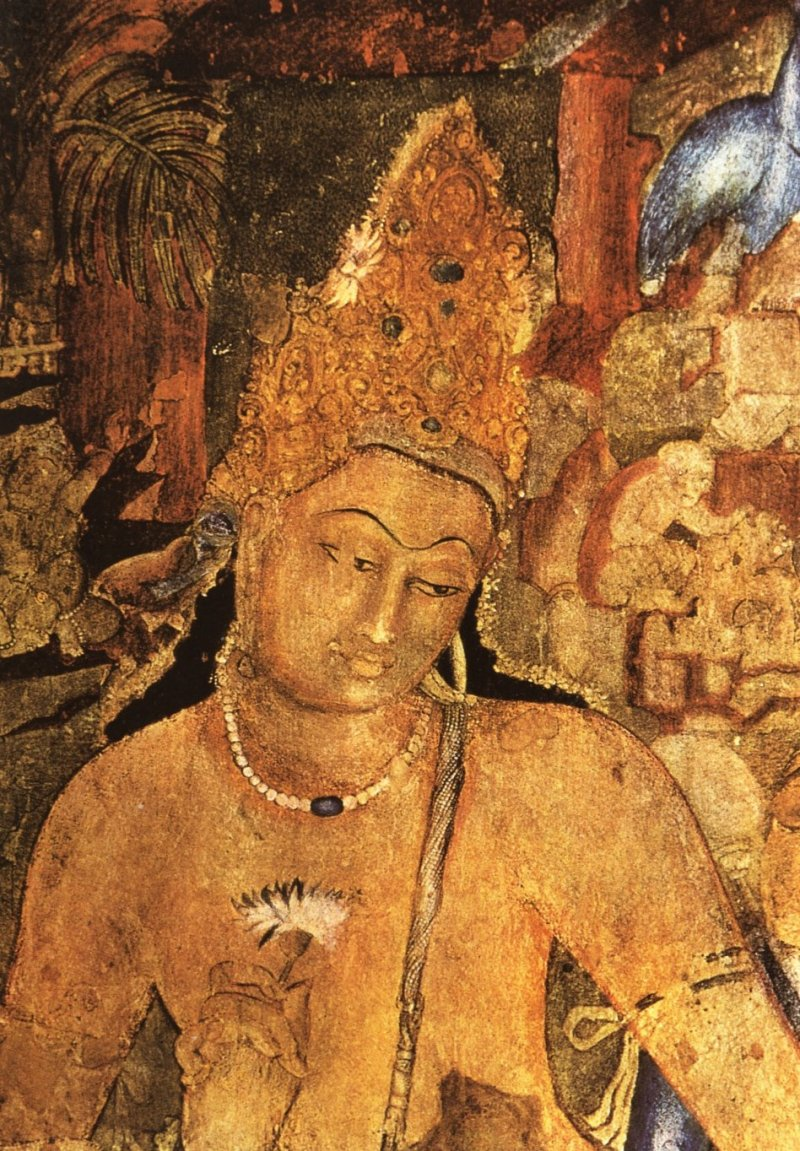
A lokottaraváda irányzatban úgy vélték, hogy végtelen számú buddha-mezőn végtelen számú buddha és bódhiszattva létezik.

A lokottaraváda (szanszkrit; kínai: 說出世部, pinjin: Shuō Chūshì Bù)  korai buddhista iskola volt, amelyről a mahájána doxológiai forrásai alapján úgy tartják, hogy a mahászánghika iskolából vált ki a történelmi Buddha halála után több mint kétszáz évvel.

## Elnevezése
A lokottaraváda elnevezés jelentése akik követik a természetfelettit vagy transzcendentális tanítást (szanszkrit: lokottara). A név ellenére úgy tűnik, hogy a mahászanghikából kivált összes szekta elfogadta a transzcendentális tanításokat.

## Korai története
A Sáriputrapariprccsá és a Szamajabhedoparacsanacsakra alapján a lokottaraváda egy időben jött létre az ekavjávahárika és a gokulika iskolákkal. A mahászanghika a kezdetekben Magadha környékén virágzott, a lokottaraváda pedig északnyugaton.
Paramartha, 6. századi indiai szerzetes azt írta, hogy a történelmi Buddha parinirvánája után 200 évvel a mahászanghika iskola jelentős része Rádzsgírtól északra tette át a székhelyét és az alapján szétváltak, hogy a mahájána tanításokat betegyék-e a kánonba (Tipitaka) vagy sem. Három csoportra bomlottak aszerint, hogy melyik milyen mértékben és milyen minősítésben fogadta el a mahájána szövegeket. Paramartha szerint az ekavjávahárika elfogadta a mahájána szútrákat, hogy azok Sakjamuni Buddha szavai (buddha-vacsana).

## Szövegek

### Mahávasztu
A lokottaraváda nézeteket a Mahávasztu szövegekből ismerjük, amelyek a mahászanghika iskola fennmaradt ritka, szanszkrit nyelvű szövegei. A Mahávasztu Buddha életét meséli el, aki magát lokottaravádának tulajdonítja. Ez a szöveg a lokottaraváda-féle vinaja (magaviseleti szabályzat) kiegészítője volt. Az eredeti szanszkrit szövegeket a nepáli buddhisták mahájána könyvtárai őrzik.

### Szukhávatívjúhahatások
Egyes tudósok szerint a mahájána hosszabbik Szukhávatívjúha szútrát a Kusán Birodalom idején írták, az 1-2. században Mahísászaka szerzetesek kérésére. Viszont valószínűleg a Szukhávatívjúha összeállítása nagyban köszönhető a lokottaraváda szektának is, ráadásul a szútra sok eleme egyezik a lokottaraváda-féle Mahávasztu-val. Ezeknek a szövegeknek a legkorábbi fordításai arra engednek következtetni, hogy eredetileg gandhárai és a prakrit nyelvekről lettek fordítva.

### Kézirat-gyűjtemények
Történészek feltárták annak az Afganisztán területén található egykori mahászanghika-lokottaraváda kolostornak a romjait, amelyet egy Hszüancang nevű kínai buddhista szerzetes meglátogatott a 7. században. Birsfakéregre és pálmalevélre írt kéziratokat találtak, közöttük mahájána szútrákat is, amelyek ma a Schoyen-gyűjtemény részét képezik. Egyes kéziratokat gandhárai és karosti nyelven írták, de voltak közöttük szanszkrit és gupta nyelvű írások is. Az ebből a kolostorból származó kéziratok és töredékek a következő műveket tartalmazták:
- Pratimoksa Vibhanga (MS 2382/269)
- Maháparinirvána-szútra, egy szútra az Ágamákból (MS 2179/44)
- Csamgí-szútra, egy szútra az Ágamákból (MS 2376)
- Vadzsraccsediká Pradzsnápáramitá-szútra, egy mahájána szútra (MS 2385)
- Bhaiszadzsjaguru-szútra, egy mahájána szútra (MS 2385)
- Srímáládeví-szútra, egy mahájána szútra (MS 2378)
- Pravárana-szútra, egy mahájána szútra (MS 2378)
- Szarvadharmapravrttinirdesa-szútra, egy mahájána szútra (MS 2378)
- Adzsátasatrukaukrtjavinodana-szútra, egy mahájána szútra (MS 2378)
- Sáriputra Abhidharma-szútra (MS 2375/08)

## Tanok

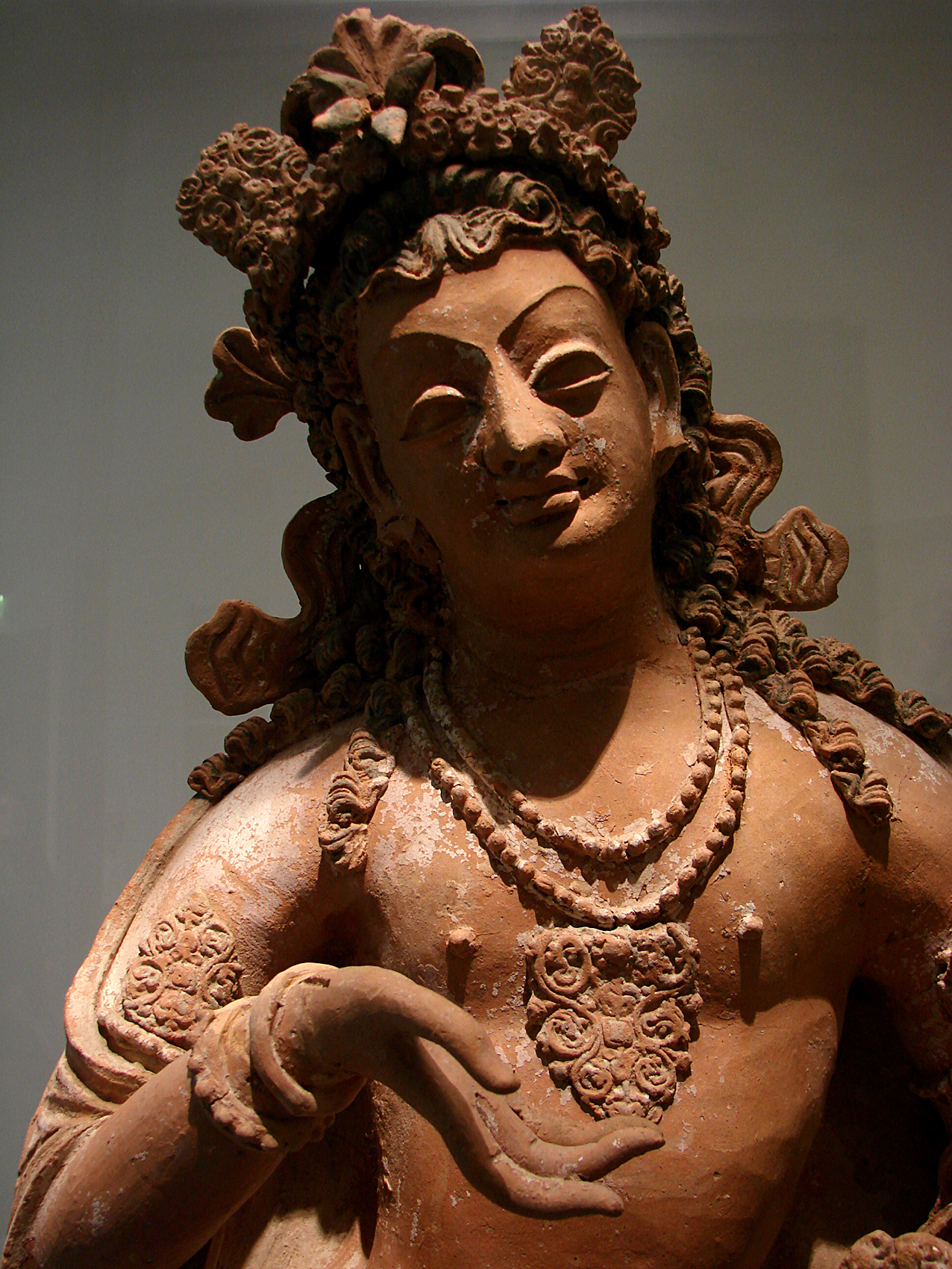
Bódhiszattva szobor egy afganisztáni buddhista kolostorból, arról a területről, amely a lokottaravádák közismert régiója volt.

### Áttekintés
Valószínűleg a lokottaravádák és a mahászanghikák tani között nem voltak lényeges különbségek, csupán földrajzi jellegűek. Taranatha, a tibeti buddhizmus egyik volt lámája szerint az ekavjávahárika, a lokottaraváda és a gokulika lényegében ugyanaz. Úgy vélte, hogy az ekavjávahárika egy általános kifejezés a mahászanghika irányzatra. A mahászanghika egyházszakadásával az ekavjávahárika, a gokulika és a lokottaraváda hármas csoport jött létre.

### Üresség
A lokottaraváda irányzat szerint a világban nincsenek valós dolgok, csupán kétféle üresség (szanszkrit: súnjatá) - az én üressége  (szanszkrit: pudgala-súnjatá) illetve a jelenségek üressége (Skt. dharma-súnjatá). Az üresség eme kétirányú nézete szintén jellemző a mahájána buddhizmusra.

### Buddhák és bodhiszattvák
Vaszumitra szerint ekavjávahárika, gokulika és lokottaraváda iskolák tanaiban nem különböztek egymástól. Mindhárom mahászanghika szekta tanai 48 tézisre épültek. Ezek közül húsz foglalkozott a buddhák és bodhiszattvák természetfeletti képességeivel. Mindhárom iskolában úgy vélték, hogy Buddha képes volt egyetlen gondolatmomentumában ismerni a teljes dharmát (tan).

### A bodhiszattva ösvény
A lokottaraváda Mahávasztu szövegei szerint a buddhista tanításokban három szekér található és kifejezett leírásokat ad a bodhiszattva ösvénnyel és a bodhiszattva gyakorlatokkal kapcsolatban. Ezekből a szövegekből származnak azok az ismeretek, miszerint a  lokottaraváda gyakorlók számára létezett a bodhiszattvák megvilágosodás felé vezető fejlődésének koncepciója. Ezt tíz szintre helyezték (bhúmi - ahogy a mai mahájána irányzatban is (Dasabhúmika-szútra), csak a szintek elnevezései különböznek.

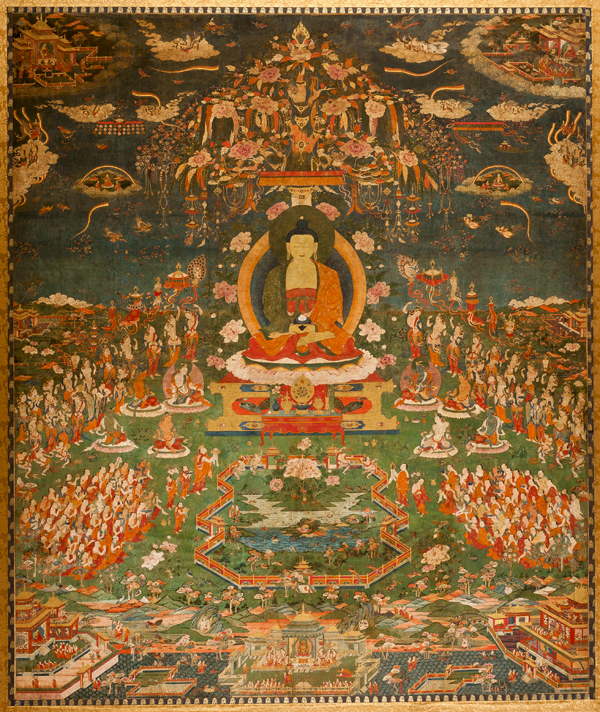
Amitábha Buddhát ábrázoló tibeti festmény.

### Buddha-mezők
A lokottaraváda irányzatban végtelen számú buddha-mező létezik, amelyeken végtelen számú buddha és bodhiszattva létezik. A bodhiszattvákból egyszer buddhák válnak, akik aztán végtelen számú lényt segítenek hozzá a megvilágosodáshoz.

### Buddhák egyenlősége
A lokottaraváda szövegekben és a mahájána szútrákban leírt buddha-természetek között erős párhuzam található. Egy részben dévák egy nagyszámú csoportja napernyővel tiszteleg a Buddha előtt, aki mindegyik alá leül (egy időben). Mindegyik déva kivételes tisztelet jeleként értelmezi Buddha tettét és nem veszik észre saját buddhájuk fiktív karakterét, amely nem különbözik másokétól. Ehhez hasonló párhuzamot találni a mahájána Súrangama Szamádhi-szútra szövegében, amelyben Buddha egyszerre jelenik meg hatalmas számú oroszlántrónokon, amelyeket dévák készítettek számára. Azonban mindegyik déva csak a saját trónjára ülő buddhát veszi észre, másokét nem. A megfelelő pillanatban az összes buddha felfedi magát a dévák előtt és azt kérdezik, hogy melyikük az igazi, a sajátjuk vagy az összes? A mahájána szövegben Buddha válasza az, hogy végső soron mindegyik buddha egyenlő, mivel természetük nem különbözik az összes jelenségtől.

### Jövőbeli buddhák
A Mahávasztuban Maitréja Buddhát többször is említik. A szöveg szerint Maitréja csak egy lesz a jövő ezer buddhája között.
A mahászánghika-lokottaraváda nézet ezzel szemben a théraváda hagyományokkal egyezően, Gautama Buddha után már csak öt Buddha eljövetelével számol.